# Anii (langue)
Cette page contient des caractères spéciaux ou non latins. S’ils s’affichent mal (▯, ?, etc.), consultez la page d’aide Unicode.
Pour les articles homonymes, voir Anii.
Ne doit pas être confondu avec Agni (langue).
L’anii, est une langue kwa parlée au Bénin et au Togo. Elle a fait l’objet de plusieurs études linguistiques (phonologie, lexique et syntaxe). Il ne faut pas la confondre avec l’agni, langue kwa parlée en Côte d’Ivoire et au Ghana.

## Classification
La classification de l’anii est compliquée. Ethnologue.com le classe avec l’adele dans les langues potou-tano de la famille des langues kwa. L'Observatoire linguistique le classe avec l’adele, et le regroupe avec le logba parmi les langues aframiques

## Locuteurs et distribution
Principalement, ces sont les Anii qui parlent anii.
L'anii est parlée dans quatorze villages dans la commune de Bassila et dans le chef-lieu Bassila au Bénin et dans quatre villages au Togo. Au Bénin, on parle l'anii à Bassila, Guiguisso, Frignon, Kodowari, Pénessoulou, Pénélan, Nagayilé, Bodi, Bayakou, Dengou, Meelan, Saramanga, Agarendebou, Mboroko et Yari. Au Togo, on le parle à Afem, Nandjoubi, Kouloumi et Balanka.

## Dialectes
L'anii a des dialectes très variés. On peut les regrouper dans quatre grands ensembles dialectaux, mais dans chacun de ces groupes, chaque village a son propre dialecte. Et même dans les villages la prononciation varie selon les clans, les familles, les quartiers et les individus. Les dialectes varient fortement dans la prononciation, dans l'utilisation des voyelles, des consonnes et du ton, dans la grammaire et le vocabulaire.

### Regroupement
Le dialecte de chaque village est un peu différent du village voisin. Mais on peut regrouper les dialectes des villages en quatre ou cinq grands groupes dialectaux :
- Les dialectes des villages de Bodi, de Bayakou et de Dengou sont similaires.
- Les dialectes des villages d'Afem, de Pénélan, de Pénessoulou et de Nagayilé sont similaires.
- Les dialectes de Bassila, de Kouloumi, de Nandjoubi, de Frignion et de Guiguisso sont similaires.
- Le dialecte de Balanka est différent du parler de tous les autres villages anii.

On n'a pas encore assez d'informations pour les dialectes de Yari, Meelan, Saramanga, Agarendebou, Mboroko et Kodowari pour les classer.
| Village     | Nom du dialecte    |
| ----------- | ------------------ |
| Balanka     | gɩlampǝla          |
| Kouloumi    | gɩkolonja          |
| Nandjoubi   | gɩnanjʊbɩja        |
| Afem        | gɩsheme            |
| Bassila     | gɩsǝɖa             |
| Guiguisso   | gɩfolaŋa           |
| Frignion    | Frinyɩʊ ka gɩja    |
| Kodowari    | gɩkoɖowarja        |
| Pénessoulou | gɩpenesulja        |
| Pénélan     | gɩpɛnɛlanja        |
| Nagayilé    | naagayili ka gɩja  |
| Bodi        | gɩboɖija           |
| Bayakʊ      | gɩbayaakʊja        |
| Dengou      | gɩɖɛɛŋʊja          |
| Melan       | Ŋmɛɛlaŋ ka gɩja    |
| Saramanga   | gɩsaramaŋgaja      |
| Agéréndébou | Agerenɖebu ka gɩja |
| Mboroko     | gɩbɔrɔkɔja         |
| Yari        | Yaarɩ ka gɩja      |

## Écriture

### Alphabet anii
| Majuscules | A | Ǝ | B | C | Ɖ | E | Ɛ | F | G | Gb | H | I | Ɩ | J | K | Kp | L | M | N | Ny | Ŋ | Ŋm | O | Ɔ | P | R | S | Sh | T | U | Ʊ | W | Y |
| Minuscules | a | ǝ | b | c | ɖ | e | ɛ | f | g | gb | h | i | ɩ | j | k | kp | l | m | n | ny | ŋ | ŋm | o | ɔ | p | r | s | sh | t | u | ʊ | w | y |

L’orthographe du anii est conforme aux règles de l’Alphabet des langues nationales du Bénin.

## Documents et médias en anii
En langue anii, il existe quelques documents historiques. Et une quarantaine de publications récentes, depuis 2004: Un abcdaire, des calendriers, des petits livres, la description du nouvel orthographe officiel, un dictionnaire en développement, un magazine (revue) du contenu mixte, un blogue et une série des proverbes illustrés (qui sont distribués par WhatsApp et par internet).